# Habenaria nigrescens
Espèce
Synonymes
- Habenaria nigrescens Summerh. Summerh. (préféré par UICN)[2]
- Roeperocharis nigrescens (Summerh.) Szlach. & Olszewski[1] [2]

Statut de conservation UICN

 VU A2c; B2ab(iii) : Vulnérable
Habenaria nigrescens Summerh. est une espèce de plantes la famille des Orchidaceae et du genre Habenaria, endémique du Cameroun et du Nigeria.

## Description
Habenaria nigrescens est une plante qui mesure entre 22 et 30 cm et qui a des fleurs pâles ou jaune-vert dans une petite pointe.

## Habitat et distribution
Habenaria nigrescens pousse dans les prairies montagnardes entre 1 700 et 2 300 m au Cameroun et au Nigeria.